# Hejrān Dūst
Hejrān Dūst (persiska: هجران دوست) är en ort i Iran.   Den ligger i provinsen Östazarbaijan, i den nordvästra delen av landet, 500 km nordväst om huvudstaden Teheran. Hejrān Dūst ligger 1 594 meter över havet och antalet invånare är 196.
Terrängen runt Hejrān Dūst är huvudsakligen kuperad, men åt nordost är den bergig. Runt Hejrān Dūst är det ganska glesbefolkat, med 42 invånare per kvadratkilometer. Närmaste större samhälle är Kaleybar, 7,2 km öster om Hejrān Dūst. Trakten runt Hejrān Dūst består i huvudsak av gräsmarker.